# Обратные волны

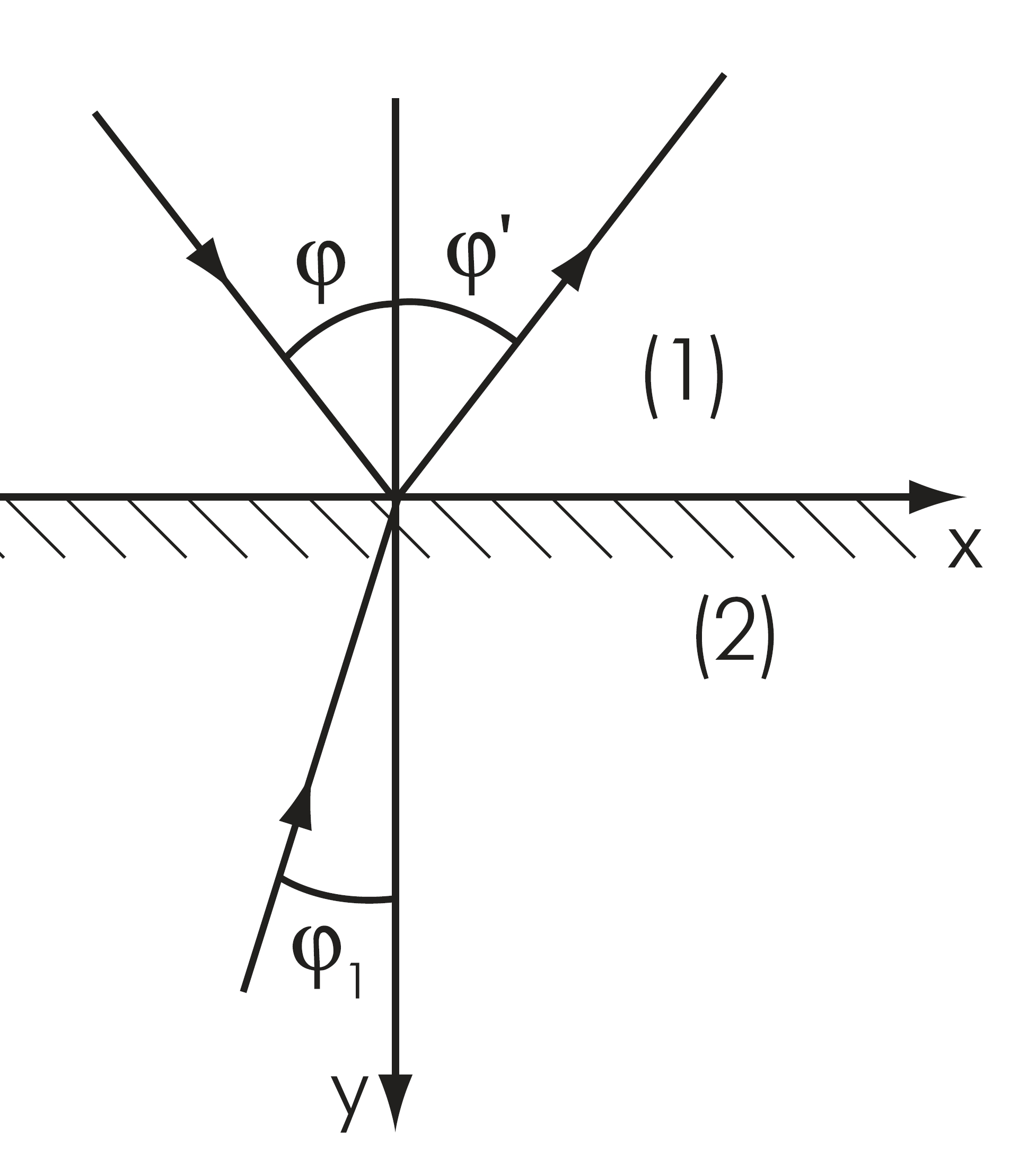
Иллюстрация Л. И. Мандельштама (1944), показывающая преломление луча в среде (2), где групповая скорость волн отрицательна

Встречно направленные фазовая (V_{ф}) и групповая (V_{гр}) скорости электромагнитной волны в лампе обратной волны типа М

Обратные волны (англ. backward waves) — это бегущие волны с противоположными фазовой и групповой скоростями, в которых фаза движется к источнику излучения волны . В анизотропных структурах угол между этими скоростями (или с вектором Умова-Пойнтинга) тупой. Обратные волны обладают целым рядом замечательных, фундаментальных явлений и свойств. В частности, обратный эффект Доплера, отрицательное преломление и антизеркальное отражение, само- и сверхфокусировка при преломлении, а также и при отражении, узкополосный или ограниченный частотный спектр существования, выраженное селективное затухание и многое др.

## История
История зарождения теории обратных волн связана с историей понятия отрицательная групповая скорость волны. Первым гипотезу о возможности волн с отрицательной групповой скоростью высказал английский физик Артур Шустер (1851—1934). Об этом в своей публикации от 11 февраля 1904 года указал английский математик и гидродинамик Гораций Лэмб (1849—1934). А.Шустер предложил Г.Лэмбу изучить условия появления волн с отрицательной групповой скоростью, что тот и сделал в 1904 году, впервые рассмотрев обратные волны в механике. В том же году А.Шустер распространил эту теорию на оптические явления, доказав, что обратные электромагнитные волны возможны при отрицательной групповой скорости, а также что на границе двух сред, в одной из которых распространяется прямая волна, а в другой — обратная, возникает отрицательное преломление.
В 1905 году Поклингтон также указал, что в среде, где возможна обратная волна, источник колебаний формирует волну с групповой скоростью, направленной от источника, в то время как ее фазовая скорость ориентирована к источнику.
В 1940-х годах появились антенны и СВЧ-лампы обратной волны, использовавшие обратные волны. Благодаря этому подзабытые положения теории обратных волн снова попали в сферу внимания физиков. К примеру, в своих лекциях по оптике Л. И. Мандельштам (1879—1944) в 1944 г. детально рассмотрел эффект обратного распространения волн, что способствовало освоению их практического использования и последовавшему в 1950-е годы теоретическому интересу к распространению обратных волн в линиях передачи. Примером тому является работа Г. Д. Малюжинца (1951 г.). Д. В. Сивухин в 1957 году первым отметил, что фазовая и групповая скорости волны будут противоположно направлены в среде с одновременно отрицательными ε и µ. В развитие этой идеи в 1959 году В. Е. Пафомов теоретически доказал возможность возникновения обратных волн в среде с одновременно отрицательными ε и µ.